# Mercado de Mayoristas de Málaga
El antiguo Mercado de Mayoristas de Málaga, declarado Bien de Interés Cultural en 1987, y obra del arquitecto español Luis Gutiérrez Soto, alberga desde 2003 el Centro de Arte Contemporáneo de Málaga (CAC Málaga). 
El edificio histórico está situado en el margen izquierdo de la desembocadura del río Guadalmedina. Se trata de uno de los límites de lo que antiguamente fue la medina musulmana, ganada a la desembocadura del río durante las obras de reordenación urbana de la ciudad de Málaga hacia el siglo XVIII, donde se encontraba el Puerto de Poniente. En la actualidad, la zona está integrada en pleno centro histórico, aunque se trata de un área conformada urbanísticamente a mediados del siglo XIX, en la entonces periferia inmediata de la ciudad.

## Edificio

### Historia
En 1937, en plena Guerra Civil, se encargó al arquitecto racionalista Luis Gutiérrez Soto, miembro de la llamada generación del 25 y autor de obras tan señaladas dentro del modernismo español como los cines Europa y Barceló o el bar Chicote de Madrid, el proyecto de un edificio para albergar el mercado de mayoristas de la ciudad de Málaga.
Se concibió originalmente como un edificio exento, de planta trapezoidal casi triangular, adaptado a la singularidad del lugar en el que se ubica. Las obras, que comenzaron a ejecutarse en 1939, estuvieron supervisadas por el arquitecto municipal Eduardo Estévez Monasterio. Finalmente, en 1944 el edificio abrió sus puertas hasta la década de los 1980 en que, a causa de las nuevas necesidades de la ciudad, se construyó un nuevo mercado. Desde entonces, el edificio de Gutiérrez Soto fue usado para diferentes fines que lo sumergieron en un proceso de abandono y deterioro.

### Estructura
El edificio, siguiendo el proyecto original, se construye mediante una estructura de pilares, vigas y forjado de hormigón. Presenta una planta sótano, planta baja, dos plantas y una terraza que ocupa prácticamente la totalidad de la cubierta. La horizontalidad que caracteriza al edificio queda rota por la presencia de la torre que se levanta sobre la cubierta y que completa el proyecto original. El mercado presenta en planta un esquema compuesto por dos partes perfectamente imbricadas: una primera pieza sería la correspondiente al vértice del triángulo, donde se disponen la zona de acceso y las dependencias administrativas; la segunda o cuerpo central del edificio presenta un espacio abierto comunicado con las crujías laterales. Este espacio central presenta una cubierta con forma aterrazada y de mayor altura que el resto de las naves laterales.

### Plantas
La planta sótano estaba dividida en tres secciones: una primera parte correspondiente a las escaleras, donde se ubicaba el depósito y la bomba de agua; la parte central fue concebida como espacio reservado a refugio antiaéreo; y en la última parte, hacia la mitad posterior, comenzaba el sótano propiamente dicho, destinado a las cámaras frigoríficas y el muelle de carga y descarga para los camiones, a los que se accedía desde el exterior a través de rampas dispuestas a ambos lados de la parte trasera del edificio.
La planta baja se estructuraba en varias zonas: una primera, inmediata a la puerta principal, formada por un pequeño zaguán semicircular desde el que se accedía a un primer vestíbulo y en cuyos laterales se ubicaban los porches y los aseos. Avanzando hacia el interior se encontraba un segundo vestíbulo-galería con las oficinas, el bar-restaurante y las escaleras, y desde el que se accedía directamente a un hall público, articulado en torno a una fuente decorativa, donde comenzaba la zona propiamente comercial del mercado. La nave principal, elevada sobre pilastras, estaba dividida en porciones poligonales dedicadas a los diferentes puestos de venta, dispuestos en cuatro hileras radiales separadas entre sí a través de los pasillos de circulación. En la parte posterior de la nave principal se abrían las rampas para camiones.
La primera planta se resolvía sobre el zaguán de acceso, a través de un balcón que confluía en altura con el espacio de la lonja, y donde se encontraba la lonja de contratación.
La segunda planta, edificada solo en la parte más próxima a las escaleras, se concibió en el proyecto original como vivienda, sobre la que se levantaba la torre albergando tres espacios destinados a depósito de agua y almacenes. La torre, destacada verticalmente sobre el conjunto horizontal del mercado, estaba comunicada con la cubierta del edificio, que se resuelve mediante un sistema de aterrazamiento que va descendiendo en altura, escalonada en la parte posterior y que daba cobijo a otro espacio triangular de techumbre plana.

### Exterior
Hacia el exterior el edificio se presentaba como un potente volumen caracterizado por una marcada horizontalidad, rota por la presencia de la torre, alzada sobre la cubierta, en el eje de los dos cuerpos que conforman el edificio. Destacado por su simplicidad estructural y compositiva, propia del movimiento racionalista, el mercado estaba rodeado por un andén de descarga, dispuesto en forma de diente de sierra y protegido por una marquesina de hormigón que se prolongaba en los porches del edificio. En las fachadas se abren huecos de ventilación en forma de hileras de pequeños cuadrados en la zona del mercado, y pequeñas ventanas verticales en la parte que corresponde a la zona administrativa del edificio. Por último, coronando y recorriendo prácticamente la totalidad del edificio, se dispone un friso, en cuyos laterales se insertaba el siguiente lema político: La vida es milicia y hay que vivirla con espíritu de acendrado sacrificio. La vida es trabajo por la patria.
Destacaba por su evidente monumentalidad la portada principal en la que se desarrollaba una efusiva parafernalia iconográfica exaltadora del régimen franquista con el escudo de España, en su configuración con el águila, el yugo y las flechas, columnas del Plus Ultra y la empresa: España, Una, Grande y Libre. El friso, sobre la portada principal, albergaba la inscripción: Mercado de Mayoristas. Culminando el programa propagandístico del edificio, la torre, en su cara principal, estaba presidida por el emblema del yugo y las flechas, símbolo del Nuevo Régimen, y a cuyos lados se leía el lema Arriba España y Arriba el Campo.
La fachada posterior, de gran simpleza decorativa, se articulaba a modo de porche horizontal con alternancia de vanos verticales que servían de acceso al edificio.

### Usos
Durante varios decenios el Mercado de Mayoristas fue usado como tal, pero las nuevas necesidades surgidas en la década de los 1980 y algunos problemas de infraestructura del propio edificio fueron la causa principal de la construcción de un nuevo mercado más amplio y que respondiese mejor a las nuevas exigencias de la ciudad. A partir de entonces el antiguo mercado se ve inmerso en un proceso de abandono y deterioro.
Mientras se plantean nuevos usos para el edificio, este será usado como aparcamiento de coches de la Policía Municipal, para lo que se llevan a cabo algunas obras que afectan a la organización espacial interior del proyecto original.
Durante los primeros años de la década de los 1990, se propuso convertir el edificio de Gutiérrez Soto en Centro de Enseñanza Secundaria, que se rechazó por la fuerte transformación que este nuevo uso suponía para un edificio tan emblemático y destacable de la arquitectura racionalista andaluza. Finalmente, en el año 1998 se concede al arquitecto Miguel Ángel Díaz Romero un anteproyecto de rehabilitación del edificio para reconvertirlo en sede del Centro de Arte Contemporáneo de Málaga. Las obras de restauración promovidas por la empresa Pro Málaga y con la financiación de Unicaja y Telefónica, se centraron fundamentalmente en la recuperación de la fachada y exteriores del edificio, la adaptación del interior como zona expositiva y la adaptación del entorno urbanístico, siguiendo un proyecto basado en la simplicidad y respeto por el proyecto original de Luis Gutiérrez Soto. Las obras de rehabilitación finalizaron en el verano de 2002. Unos meses más tarde, concretamente el 23 de febrero de 2003, el Mercado de Mayoristas abrió nuevamente sus puertas, convertido ahora en centro de Arte Contemporáneo.

### Distribución actual
Actualmente el edificio consta de una planta sótano, una planta baja, dos plantas y torreón, igual que el proyecto original, aunque se han introducido algunos cambios, como por ejemplo: los que atañen al sótano, que actualmente alberga las oficinas del CACMA, la sala de lectura y biblioteca, almacenes y el taller de conservación. La planta baja se ha destinado en la parte inmediata a la puerta de acceso, a zona de recepción con la tienda-librería, y se ubica el bar-cafetería y la conserjería a derecha e izquierda respectivamente. El antiguo vestíbulo-galería, junto con la zona comercial, han dado como resultado un amplio espacio expositivo que se divide en función de las necesidades, mediante un novedoso sistema de paredes móviles. En la parte posterior de esta planta, donde aún se conservan las rampas de acceso del antiguo mercado, se han dispuesto algunos talleres y aseos.
La primera planta se ha destinado a sala de conferencias; y en la segunda, junto a las escaleras y al ascensor, elemento totalmente innovador para el proyecto original del mercado, se han instalado dos cabinas de traducción. Finalmente, la torre y la cubierta no han sufrido cambios de gran importancia.
En cuanto al complejo programa propagandístico, que hacían de éste un edificio singular del período autárquico, se conserva, aunque oculto tras un panel del CACMA, el escudo de la fachada, que viene a ser uno de los pocos elementos decorativos conservados que revela el valor histórico y simbólico del inmueble.